# Companyia del Salvador
La Companyia del Salvador és un institut femení de vida religiosa fundat a Barcelona per l'aragonesa i llicenciada en ciències químiques María Félix Torres l'any 1940. La comunitat fou erigida en pia unió per Gregorio Modrego Casaús, bisbe de Barcelona. El 1952 passà a ser una congregació religiosa diocesana i el 1986 fou aprovada per la Santa Seu. Les seves integrants són conegudes popularment com a Monges del Salvador. L'objectiu de la congregació és l'educació cristiana de la joventut i especialment en l'àmbit universitari. Les seves religioses miren de seguir una espiritualitat cristocèntrica seguint l'esperit de Sant Ignasi de Loiola.
Els seus centres educatius porten per nom "Mater Salvatoris" i són presents a Lleida, Barcelona, Madrid, Maracaibo, Caracas, Puerto Rico, Stamford i Kalalé-benín. En el cas de Barcelona és un Col·legi Major universitari, adscrit a la Universitat de Barcelona, fundat el 1946 per María Félix Torres, amb la finalitat de proporcionar residència a estudiants i promoure la formació científica i cultural de les que resideixen. El centre de Lleida fou fundat l'any 1948 i comprèn educació infantil, primària i secundària.